# Çulluuşağı, Kozan
Çulluuşağı là một xã thuộc huyện Kozan, tỉnh Adana, Thổ Nhĩ Kỳ. Dân số thời điểm năm 2009 là 426 người.